# Ericiolacerta parva
Ericiolacerta parva és una espècie de sinàpsid terocèfal de la família dels ericiolacèrtids que visqué durant el Triàsic inferior en allò que avui en dia és el sud d'Àfrica i l'Antàrtida. És l'única espècie coneguda del gènere Ericiolacerta. Fou descrita a partir d'un espècimen força complet. El seu nom genèric, Ericiolacerta, significa 'sargantana-eriçó' en llatí, mentre que el seu nom específic, parva, significa 'petita'.